# 沖縄バス
沖縄バス株式会社（おきなわバス）は、沖縄県那覇市泉崎に本社を置き、路線バス、観光バス事業、旅行業、不動産賃貸事業を営む企業。琉球バス交通、那覇バス、東陽バスと並ぶ沖縄本島の民間乗合バス会社4社のうちの1社である。通称は沖バス（おきバス）。新塗装の観光車両には「RESORT CRUISING Okinawa BUS LINES」や「Okinawa BUS LINES」と書かれている。

## 概要
沖縄県においては琉球バス交通に次ぎ、第二の規模を持つ会社である。沖縄本島のほぼ全域を運行範囲とし、東村を除く沖縄本島の全市町村に路線を持つ。那覇と名護を結ぶ路線や北部支線において前述の琉球バス交通との共同運行路線を多く持っている。
沖縄本島には民間の乗合バス会社が同社を含め4社あるが、その中では前歴も含め、唯一法的整理（倒産）の経歴がない事業者である。

## 沿革

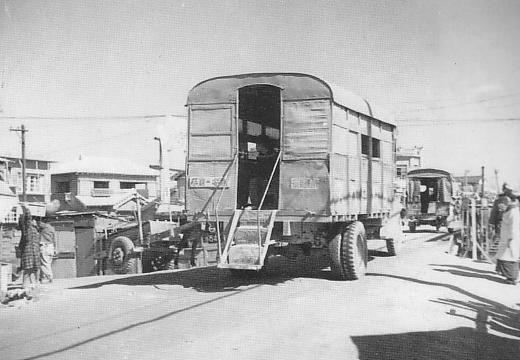
戦後各バス会社で使用されたトラック改造バスの例

戦前には沖縄本島に幾つかのバス会社が存在しており、那覇〜名護、那覇〜首里間などにて営業を行っていたが、沖縄戦により関連施設、機器は全て破壊され、会社も事実上すべて消滅した。
戦後のバス事業は、1947年に島尻郡佐敷村（現南城市佐敷）馬天に開設された公営バス管理所によるバス事業が始まりである。これが沖縄バスの前身であり、同年8月18日に運行開始した。路線は知念を起点とする名護西線、名護東線、瀬嵩線、与勝線、島尻線と、名護を起点とする辺土名線、本部半島線の7系統であった。また、使用するバスは米国政府から借り受けた軍用トラックに幌をかけ、板の座席を取り付けただけのものであった。1949年8月ごろに営業所を佐敷村馬天から那覇市安里に移され、唯一の県民の足として重要な役割を果たし続けてきたが、1950年3月末頃に廃止され、1950年4月1日に設立された民営バス会社である沖縄バスに引き継がれた。なお、同社が設立されたのちの1950年から翌年にかけて、沖縄本島内に相次いでバス会社が設立された。最盛期には14社が存在し乱立したが、合併・統合が進み、1974年までに4社体制となった。沖縄バスと東陽バスは創業以来、他バス事業者との合併を一度も行っていない。
1990年以降は利用者の急激な減少により、同社を含む他同業者との統合計画が持ち上がったが、全て白紙となっている。2002年にバス統合準備室を設置して進めた統合計画の内容は、比較的経営状態の良い観光部門は各々の会社によって引き続き営業を続け、乗合部門のみを統合した新会社を設立するというものであった。経営悪化に苦しんでいた琉球バス、那覇交通、東陽バスの3社は同意したが、沖縄バスは4社の中で最も経営状態が良く、また残る観光部門のために支払われる資金の少なさに、「残りの観光部門の会社も倒産する」と反対した。4社の合意によってのみ統合するという決まりを立てていたため、統合は白紙となり統合準備室も閉鎖された。この1ヶ月後に那覇交通が民事再生法を適用し、1年後には第一交通産業グループに営業譲渡されている。

### 年表
- 1950年（昭和25年）
  - 4月1日： 公営バスを引継、民営バスの一つとして、資本金3,000万円（B円1,000万円）で沖縄バス株式会社を設立し、営業開始。所在地は那覇市安里栄町。
  - 5月23日： 営業運行開始。当時の路線数14、営業マイル数273.9マイル[4]
- 1951年（昭和26年）
  - 8月： 読谷出張所開設。
  - 9月： 回数券の実施。
  - 10月： ガーブ川出張所開設。
- 1952年（昭和27年）3月： 会社設立登記完了。
- 1953年（昭和28年）5月15日： バス関連事業として子会社の沖縄自動車貿易株式会社（現：沖縄ふそう自動車株式会社）を設立し、主としてバス・トラックの輸入販売に着手。
- 1954年（昭和29年）12月5日： 現在の那覇市役所の敷地に仮の那覇バスターミナル開所。
- 1955年（昭和30年）
  - 7月26日： 一般貸切事業認可を受ける。
  - 8月： 回数券の各社共通制実施。
  - 12月： 糸満線の飛行場経由をペリー経由に変更。
- 1956年（昭和31年）
  - 3月10日： 定期観光バス運行開始（本島南部一周定期観光）。
  - 6月3日： 中部定期観光バス運行開始。
  - 7月21日： 中城公園線新設、運行開始。
  - 10月： 石川バスターミナル、屋慶名バスターミナル開所。
- 1957年（昭和32年）
  - 7月： 久志出張所開所。
  - 8月： 糸満~与那原線新設、運行開始。
- 1958年（昭和33年）10月： 百名駐車場開設。大里線新設、運行開始。
- 1959年（昭和34年）9月1日： 那覇バスターミナル使用開始。
- 1960年（昭和35年）
  - 5月： 志多伯線新設、運行開始。
  - 6月： 石川出張所廃止。
  - 7月28日： 観光事務所開設（那覇市泉崎）。
  - 9月9日： 冷房付観光バス導入。
  - 10月： 定期券販売開始。
- 1961年（昭和36年）12月： 観光事務所を営業所に昇格。
- 1962年（昭和37年）9月： 知念・佐敷線を廃止、百名線増車認可。大里線を親慶原まで延長。
- 1963年（昭和38年）4月1日： 第1波時限ストに始まり第5波全面ストを重ね5月22日交渉妥結、即時運行開始。その間、琉球政府はバススト対策として道路運送法第33条を発動、那覇市内の小型トラック28台による代行輸送が行われる。
- 1964年（昭和39年）9月： 親慶原出張所開設。
- 1965年（昭和40年）11月： 本部、今帰仁出張所廃止。[5]
- 1966年（昭和41年）5月： 辺土名出張所廃止、琉球バス共用駐車場へ移行。
- 1968年（昭和43年）4月4日： 旭町整備工場落成。
- 1969年（昭和44年）12月12日： 国内旅行業登録（沖縄県知事登録第1号）。
- 1970年（昭和45年）8月8日： 定期観光Dコース開始。
- 1971年（昭和46年）3月： 中城公園線廃止。
- 1972年（昭和47年）5月15日： 沖縄返還により運賃を米ドルから円に変更（移行のため5月15日・16日は米ドル、17日以降は円での運賃支払い扱い）[6]。
- 1973年（昭和48年）
  - 7月： 糸満線の航空隊経由新設、運行開始。
  - 8月：観光課を部へ昇格。また、南部定期観光バスコースに玉泉洞追加。
- 1974年（昭和49年）3月： 株式会社アカネ商事と広告委託契約を締結。
- 1975年（昭和50年）7月： 海洋博覧会直行バス運行開始。4社で150台、うち45台割当。
- 1976年（昭和51年）
  - 1月： 海洋博覧会直行バス運行終了。
  - 6月26日： 増資（資本金7,200万円）。
  - 7月： 大里線の泊経由から開南経由へ変更許可。
  - 8月： 海洋博記念公園直行バス運行開始。
- 1977年（昭和52年）3月： 糸満～与那原線延長運行実施（新里）。

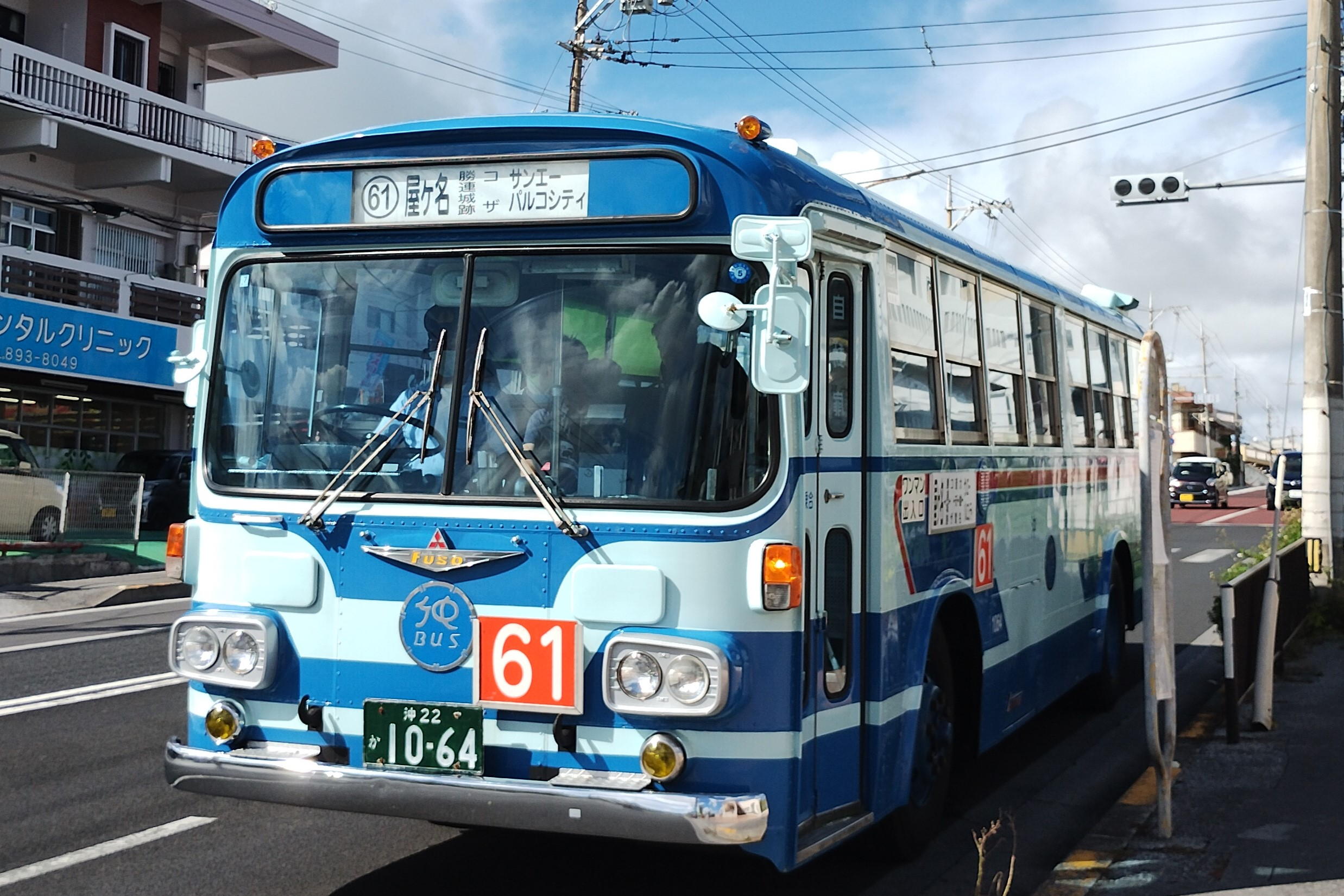
登場当時の塗色に戻された730車（沖22か1064） 三菱・MP117K

- 1978年（昭和53年）7月30日： 交通方法の変更に伴い県内の1295車両のうち、新車1019両、改造167両、減車100両（同社は新車192両（路線161両、観光31両）、改造32両（路線18両、観光14両）の新旧車両の入れ替え作業を実施。全車が冷房車となる。
- 1979年（昭和54年）
  - 6月： 旧名護バスターミナル内に整備工場設置。
  - 7月： 一般貸切部門の運賃改定認可。
  - 9月： 定期観光辺戸岬コース休止。また、41番・つきしろの街線新設、運行開始。
  - 12月： 61番・前原線の終点を延長（宜野湾市普天間→真栄原）。定年の年齢を引上げ（事務職男性及び整備工を58歳→60歳、運転手を55歳を段階的に60歳に）。
- 1983年（昭和58年）4月10日： 40番・大里線にグリーンタウン経由新設。[7]
- 1984年（昭和59年）12月6日： 84春闘で要求書提出から10ヶ月余にも及ぶロングラン春闘で、春闘の年内決着を目指す私鉄沖縄は異例の「師走スト」を決行、6日から1週間にわたって沖縄バス、琉球バス、那覇交通の全路線バスがストップ。沖縄バスは15日、妥結にこぎつける。
- 1986年（昭和61年）
  - 6月： 前年本部町瀬底島に瀬底大橋が架かり、76番・伊豆味線が伊豆味から瀬底まで延長し名称を瀬底線と改称。それに伴い伊豆味線は廃止。[8]
  - （時期不明）： 109番・大里（真境名）線新設、運行開始。[9]
- 1987年（昭和62年）
  - 7月25日： 那覇市安里より那覇市泉崎へ本社移転（旧本社跡地は現在スーパーマーケット「栄町りうぼう」となっている）。
  - 8月： 39番・百名線が新原ビーチ近くの新原へ乗り入れ開始。[10]
  - 12月28日： 沖縄バス労、女子社員の定年延長問題などで48時間スト突入。
- 1988年（昭和63年）5月1日： 那覇空港 - 名護間高速バス運行開始。
- 1989年（平成元年）
  - 4月1日： 消費税導入により運賃改定、1キロ当り24.70円（那覇市内区間150円、那覇市外区間初乗り110円）。同年3月17日に沖縄総合事務局認可。
  - 10月1日： 那覇市内区間運賃改定（160円）。
- 1990年（平成2年）
  - 4月1日： 運賃改定。前年10月1日の那覇市内区間が3月23日に沖縄総合事務局に正式認可。改定幅はなし。
  - 11月14日： 旭町整備工場改築・バス車庫・観光部事務所落成。
- 1991年（平成3年）
  - 1月17日： 観光部移転（那覇市旭町42番地3へ）。
  - 4月1日： 運賃改定、1キロ当り26.70円（那覇市内区間170円、那覇市外区間初乗り120円）。同年3月19日に沖縄総合事務局認可。
  - 11月15日： 観光部駐車場跡に沖縄バス本社ビル竣工、本社事務所4階、定期観光バスのりばを1階へ、2階〜3階テナント室として賃貸、同時に6階建駐車場建設し、リウボウに賃貸。
- 1992年（平成4年）8月： 120番・空港リゾート西線新設、運行開始。
- 1993年（平成5年）
  - 11月1日： 運賃改定、1キロ当り29.30円（那覇市内区間190円、那覇市外区間初乗り130円）。同年10月21日に沖縄総合事務局認可。
  - 12月28日： 北部支線（当時、11路線）を琉球バス（現、琉球バス交通。以下この項において同じ）と共同運行開始。
- 1995年（平成7年）5月29日： 久志出張所を閉鎖、名護営業所（名護バスターミナル）へ統合。同時に安慶名駐車場新設。22番・安慶名線、74番・名護東部（平良）線、78番・名護東部（二見）線運行開始。22番・久志線、78番・辺野古〜平良線、79番・天仁屋線、80番・嘉陽線廃止。
- 1996年（平成8年）
  - 4月1日： 読谷線（28番、29番）、糸満線（32番（当時）、89番）を琉球バスと共同運行開始。
  - 4月20日： 那覇市安里の本社敷地跡をリウボウに賃貸（現栄町りうぼう）。
- 1997年（平成9年）
  - 4月3日： 那覇バスターミナル - コザ十字路間に110番・深夜バス新設、運行開始。木・金曜深夜に運行[11]。
  - 5月11日： 93番・海洋博記念公園行き急行バス廃止。
- 1998年（平成10年）
  - 1月16日： 113番・南風原線廃止。
  - 4月1日： 120番・空港リゾート西線廃止。空港リムジンバス運行開始。
  - 4月6日： 運転手に初の女性を採用。
  - 4月27日
    - 120番・名護西空港線運行開始。20番・名護西線、120番・名護西空港線を琉球バスと共同運行開始。
    - 111番・高速バスを琉球バス、那覇交通（現、那覇バス）、東陽バスと共同で運行開始。

  - 6月1日
    - 運賃改定、1キロ当り31.40円（那覇市内区間200円、那覇市外区間初乗り140円）。同年5月21日に沖縄総合事務局認可。
    - 110番・深夜バス廃止。
- 2000年（平成12年）1月7日： 22番・安慶名線、並びに安慶名駐車場を廃止。52番・与勝線運行開始。
- 2002年（平成14年）
  - 4月1日： 71番・運天線廃止。
  - 9月2日： 67番・辺土名線の名護高校経由、76番・瀬底線の名護高校経由の経路変更。
- 2003年（平成15年）： 石川駐車場閉鎖にともない、48番・石川〜読谷線の終点地点変更（石川駐車場→東山入口）。
  - 3月29日： 74番・名護東部（平良）線を廃止し、78番・名護東部線に集約。
  - 4月1日： 73番・川田線の発着点を魚泊から高江に延長。
  - 4月21日： 34番・東風平線、35番・志多伯線、100番・白川線に糸満市役所行きを新設、運行開始。
  - 4月28日： 4社統合計画への反対を表明。計画は白紙となった。
  - 8月10日： 沖縄都市モノレール線（ゆいレール）開通により、ダイヤ改編・路線再編を行う。
    - 28番・読谷（楚辺）線のコンベンションセンター経由の終点地点を、残波→読谷に変更。
    - 32番・糸満（小禄）線、80番・屋慶名（大田）線を廃止。
    - 89番・糸満（高良）線の山下・西崎経由を廃止。那覇西高校・西崎経由と航空隊・西崎経由を新設。
    - 180番・屋慶名（首里駅・国場）線、227番・屋慶名おもろまち線、228番・読谷おもろまち線運行開始。
- 2004年（平成16年）
  - 2月27日： 内閣府 沖縄総合事務局が渋滞状況を把握することを目的として、県内の一部の路線バスにGPS車載機を搭載しバスの位置情報から旅行速度を割り出す調査（バスプローブカー調査）をする沖縄バスロケーションシステムを試験運用開始。同社の対象路線は20番・名護西線、65番・本部半島（渡久地線）線、66番・本部半島（今帰仁線）線、67番・辺土名線の本線のみ、77番・名護東（辺野古）線、89番・糸満（高良）線、120番・名護西空港線。
  - 2月28日： 34番・東風平線、35番・志多伯線、100番・白川線の土曜日の糸満市役所行きを、糸満バスターミナル行きに変更。
  - 3月1日
    - 沖縄本島のバス事業者では初めて交通バリアフリー法に適合した乗合バス車両（ワンステップバス）を導入。これ以降、毎年バリアフリー対応車両の導入を行うこととなる。
    - 77番・名護東（辺野古）線の名護高校経由経路変更。

  - 7月16日： 那覇バスが運行開始に伴い、那覇交通が発行した回数券利用は同年8月15日までとなる。
  - 8月1日： コミュニティバス（石嶺・首里城みぐい線）運行開始。
  - 10月1日： 69番・奥線廃止（代替路線として国頭村営バス奥線が運行開始）。
- 2005年（平成17年）2月6日： 8番・首里城下町線運行開始。
- 2006年（平成18年）
  - 3月1日： 精神障がい者への運賃割引を実施。沖縄総合事務局が同年2月22日に各事業者からの割引制度適用を求める届け出を17日付で受理し、普通旅客運賃と回数旅客運賃が5割引き、定期旅客運賃が3割引きとなる。
  - 7月1日： 32番・コンベンションセンター線運行開始。
  - 7月22日： 80番・与那城線運行開始。
  - 11月1日： 27番・屋慶名（大謝名）線、227番・屋慶名おもろまち線に、具志川高校経由を新設、運行開始。
- 2007年（平成19年）スカイバス那覇（画像は試運転時）

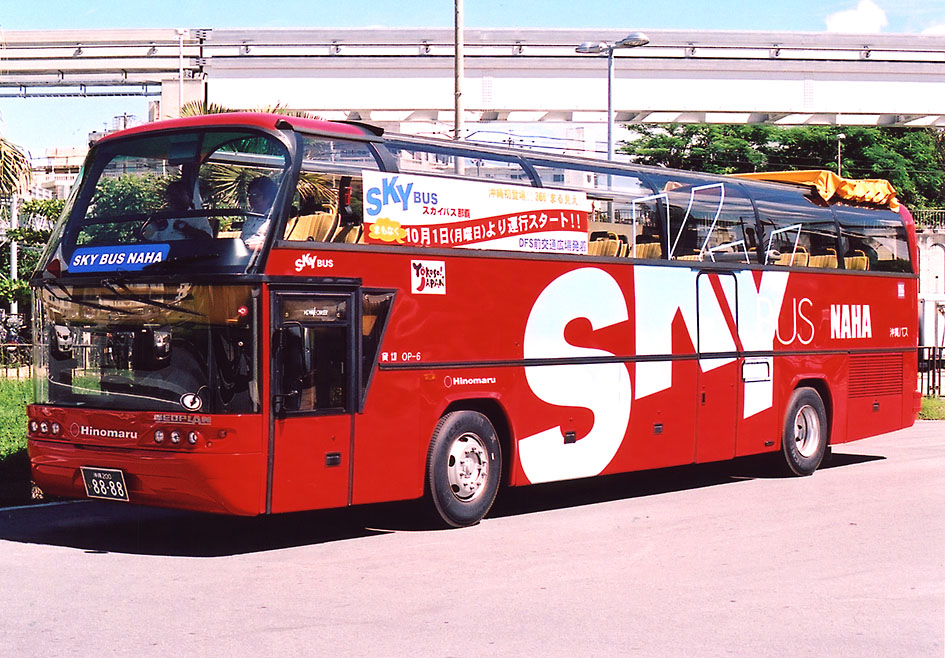
スカイバス那覇（画像は試運転時）

  - 2月11日： 那覇市国際通りにおいて、毎週日曜日12時〜18時までトランジットモールが本格実施され、時間中は国際通りの一般車両の通行が禁止される。その為那覇市内の国際通りを経由するバスは一部路線変更に。また、一部路線に美栄橋経由を新設。
  - 4月1日： 定期観光コース変更。企画ツアー運行開始。
  - 9月1日： 新都心発着では初となる南部路線、200番・糸満おもろまち線運行開始。
  - 9月20日： 沖縄バスで2本目の市内線で、180番・屋慶名（首里駅・国場）線の沖縄自動車道から屋慶名までの区間を短縮した、18番・首里駅線運行開始。
  - 10月1日： スカイバス那覇（Sky Bus NAHA）を運行（日の丸自動車興業より借用した「スカイバス東京」用の車両を使用）。
  - 10月27日： 34番・東風平線、35番・志多伯線、100番・白川線、200番・糸満おもろまち線にて、潮崎経由新設。糸満市役所行き廃止。
  - 12月20日： 87番・てだこ線新設、運行開始。経塚駐車場新設。
- 2008年（平成20年）
  - 1月6日： 235番・志多伯おもろまち線運行開始。
  - 3月30日： 287番・てだこおもろまち線新設、運行開始。
  - 3月31日： スカイバス那覇（Sky Bus NAHA）の運行を終了。
  - 7月初め頃： 親慶原駐車場が、親慶原出張所に昇格。
  - 7月12日： 180番をおもろまち駅前広場まで延長し、系統番号を280番に変更。18番をおもろまち駅前広場まで延長した路線である19番・首里駅おもろまち線を運行開始。180番は廃止。
  - 12月22日： 原油高騰などで運賃改定、1キロ当り37.50円（那覇市内区間220円（ただし、8番は50円アップの150円）、那覇市外区間初乗り160円）。同年12月9日に沖縄総合事務局認可。
  - 12月23日： 8番の発着点を沖縄都ホテルからおもろまち駅前広場に延長（ホテル日航那覇グランドキャッスル行きは従来通り運行）。7番・おもろまち線を新設。39番・百名線に親慶原行きを新設、百名止まりを廃止。
  - 12月27日： おもろまちと宜野湾港を結ぶ「沖縄・美ら海ダックツアー」を日本水陸観光株式会社沖縄営業所が発売開始（2009年3月19日まで）。陸上運行は沖縄バスが担当している。水上運航は（NPO法人日本水陸両用車協会）沖縄支部を担当。
- 2009年（平成21年）
  - 4月1日
    - 業務組織変更により名護営業所を名護出張所に。
    - 読谷村コミュニティバス（鳳バス）が運行開始。運営や車体に関しては読谷村が、運行担当は沖縄バスが担当している。

  - 9月26日： 280番・屋慶名（首里駅・国場）線と19番・首里おもろまち線を廃止。
  - 9月27日： 227番・屋慶名おもろまち線の具志川高校経由廃止。
  - 9月28日： 127番・屋慶名（高速）線新設、運行開始。
  - 10月24日： 22番・名護〜うるま線新設、運行開始。
  - 10月26日： 77番・名護東（辺野古）線の名護高校経由経路変更。
- 2010年（平成22年）
  - 3月1日： 89番・糸満（高良）線の糸満市役所行き廃止。航空隊経由と航空隊・西崎経由の経路変更。
  - 3月31日： 沖縄バスロケーションシステム試験運用を同日21時をもって終了。
  - 4月4日： 87番・てだこ線と287番・てだこおもろまち線の発着地が経塚駐車場から沖縄療育園前へ延長。経塚駐車場は閉鎖。
  - 8月26日： 浦添市牧港のクリーニング取次店の夢人に委託し、牧港回数券・定期券販売所新設。
  - 8月28日
    - 36番・糸満〜新里線の発着地点を休暇センターから親慶原に延長。休暇センターへの乗入れを廃止。
    - 41番・つきしろの街線の発着地点を沖縄刑務所から親慶原出張所に延長。つきしろの街を循環する形に。

  - 12月19日： 234番・東風平おもろまち線新設、運行開始。
- 2011年（平成23年）
  - 8月1日
    - 沖縄県が発行する東日本大震災の被災者証明カード「ニライ・カナイカード」でのバス料金割引サービス開始。ニライ・カナイカードを持っている一般及び学生が対象で定期券及び回数券で2014年4月1日までに販売分で、購入の際はニライ・カナイカードを販売員に提示で、定期券は通常料金の3割引で回数券、通常料金の5割引。乗車し支払いの際は運転手にニライ・カナイカードの提示を行う。ただし、現金支払いは適用外。
    - 琉球バス交通と那覇バスが土曜、日曜、祝日の1日限定フリー乗車券を販売開始。それに伴い一部の路線を除き、琉球バス交通と共同運行する路線でも使用可能。ただし、沖縄バスでの販売はされていない。

  - 9月2日： 浦添市牧港のクリーニング取次店の夢人に委託していた牧港回数券・定期券販売所を、占い喫茶merciへ変更。それに伴い販売所を移転。
- 2012年（平成24年）
  - 3月10日： 287番・てだこおもろまち線廃止。
  - 4月25日： 22番・名護〜うるま線の発着地点を中部病院へと変更し、中部病院へ乗入れする。それに伴い赤道十字路は通過しない。
  - 5月7日： 運転免許証を返納した人を対象に、路線バスを利用する際に免許証返納後発行される「運転経歴証明書」を運賃支払い時に提示すれば運賃を半額にするサービス開始（県内路線バス4社に限り、返納時の年齢制限はない。ただし、沖縄都市モノレールでは65歳以上の運転免許返納者を対象としている。）。4月23日に沖縄県警察と制度の締結。
  - 9月11日： 平成24年度、公益社団法人日本バス協会「貸切バス事業者安全性評価認定制度」の認定を受ける。
  - 10月31日： 7番・おもろまち線、8番・首里城下町線のホテル日航那覇グランドキャッスル行き廃止。
  - 11月1日： 7番・首里城下町（久茂地）線、32番・コンベンションセンター線のコンベンションシティ経由新設、運行開始。
  - 12月19日： 沖縄県が主体になり、沖縄本島内4社の路線バスを運行するバス会社も参加し、路線バスの利用増加目標に7つの公約を掲げ、地元の芸人の「ゆうりきや〜[12]」を党首などにあて、「わった〜バス党」を結党。
- 2013年（平成25年）
  - 4月1日： 沖縄本島内の路線バス会社4社の路線バス総合案内サイト（バスなび沖縄）を運用開始。
  - 12月20日： バニラ・エア就航および増便を記念し、バニラエア利用者限定で定期観光バスの料金を「定期観光バス特別料金」を適用する共同キャンペーンを実施（2014年3月29日まで）。
- 2014年（平成26年）
  - 4月1日
    - 消費税率引上げにより運賃改定、1キロあたり38.50円（那覇市内区間230円、那覇市外区間初乗り160円）。
    - 那覇空港リムジンバスの大幅な路線やダイヤの改編（琉球バス交通の「エアポートライナー」との統合）。
    - 定期観光や企画観光も内容の変更など改編。

  - 11月1日： 「うらそえスイーツラインチケット」発売（那覇バスターミナル - 浦添市内指定停留所間往復の沖縄バス乗車券、大東交通タクシー利用券1枚、浦添市内指定スイーツ店舗でのサービスあり）。沖縄バス那覇営業所で限定300人分。
- 2015年（平成27年）
  - 1月31日： 「うらそえスイーツラインチケット」発売終了。
  - 3月1日： 定期運賃の算出に用いる基本推定乗車回数を42回から60回に引き上げ、定期運賃を約3割値上げ。2004年以降にバス利用促進の為に基本推定乗車回数を60回から42回に引き下げていたが、以前の基準に戻した。
  - 4月6日：100番・白川線と234番・東風平おもろまち線を廃止。100番・津嘉山線と334番・国立劇場おきなわ線を新設、運行開始。87番　赤嶺てだこ線の発着地点を那覇バスターミナルから赤嶺駅前広場に延長。
  - 4月27日：
    - OKICAの運用開始（定期券機能はシステム調整の都合により未導入）[13]。
    - 111番高速バス専用回数券以外のすべての回数券の販売終了（2016年3月31日まで使用可、2016年4月1日より2017年3月31日まで回数券の残額をOKICAにチャージ）。

  - 8月27日：OKICAでの定期券の取扱い開始。
  - 12月12日：47番　てだこ線　新設
- 2016年（平成28年）4月1日
  - 96番・北谷～イオンモール線新設、運行開始。
  - 111番高速バス専用回数券を除く回数券の使用期間終了。
- 2017年（平成29年）7月1日：117番　美ら海直行（琉球バス交通・那覇バスとの共同運行）開始。117番の運行開始に伴い111番の運行減便された。
- 2019年（令和元年）10月1日
  - 南城市コミュニティバス「Nバス」の受託運行を開始。親慶原出張所を廃止・移転し南城出張所を開設、管内の路線を再編し新たに309番大里結の街線・339番南城結の街線を開設。
  - 消費税増税に伴う運賃改定を実施[14]
- 2020年（令和2年）
  - 4月1日：大城駐車場を廃止。　
  - 5月3日：100番　津嘉山線を廃止[14]　　　　　　　　
  - 10月1日：61番　前原線の発着を真志喜駐車場よりサンエーパルコシティに延長。
- 2022年（令和4年）
  - 4月1日
    - 7・8番 首里城下町線を那覇バスへ譲渡[15][16]。
    - 41番 つきしろの街線を廃止[17]。

  - 4月18日：那覇営業所・旭町配車センター・整備工場を閉鎖し、機能を新設された豊見城営業所へ移転、一部系統の一部便において那覇バスターミナル - 豊見城営業所間延伸[18]。
- 2023年（令和5年）
  - 10月16日：72番 屋我地線、78番 名護東部線の共同運行から撤退。
- 2024年（令和6年）
  - 4月1日
    - 東陽バスの全株式を取得[19]。
    - 糸満出張所を廃止[20]。
    - 335番 志多伯パルコシティ線を新設[21]。

## 営業路線、及び所轄営業所
- 18番・首里駅線 - 屋慶名出張所
- 20番・名護西線 - 豊見城営業所（琉球バス交通との共同運行）
- 22番・名護〜うるま線 - 屋慶名出張所
- 27番・屋慶名（大謝名）線 - 豊見城営業所・屋慶名出張所
- 28番・読谷（楚辺）線 （琉球バス交通との共同運行） - 豊見城営業所・読谷出張所
- 29番・読谷（喜名）線 （琉球バス交通との共同運行） - 豊見城営業所・読谷出張所
- 32番・コンベンションセンター線 - 豊見城営業所
- 34番・東風平線 - 豊見城営業所
- 35番・志多伯線 - 豊見城営業所
- 36番・糸満〜新里線 - 豊見城営業所
- 39番・南城線 - 豊見城営業所・南城出張所
- 40番・大里線 - 豊見城営業所・南城出張所
- 43番・北谷線 - 豊見城営業所
- 47番・てだこ線 - 豊見城営業所
- 48番・石川〜読谷線 - 読谷出張所
- 52番・与勝線 - 豊見城営業所・屋慶名出張所
- 61番・前原線 - 豊見城営業所・屋慶名出張所
- 65番・本部半島（渡久地）線 - 名護出張所（琉球バス交通との共同運行）
- 66番・本部半島（今帰仁）線 - 名護出張所（琉球バス交通との共同運行）
- 67番・辺土名線 - 名護出張所（琉球バス交通との共同運行）
- 70番・備瀬線 - 名護出張所（琉球バス交通との共同運行）
- 76番・瀬底線 - 名護出張所（琉球バス交通との共同運行）
- 77番・名護東（辺野古）線 - 豊見城営業所・名護出張所
- 80番・与那城線 - 豊見城営業所・屋慶名出張所
- 87番・赤嶺てだこ線 - 豊見城営業所
- 89番・糸満（高良）線 - 豊見城営業所（琉球バス交通との共同運行）
- 92番・那覇～イオンモール線 - 豊見城営業所
- 93番・屋慶名～イオンモール線 - 屋慶名出張所
- 96番・北谷～イオンモール線 - 豊見城営業所
- 111番・高速バス - 名護出張所
- 117番・高速バス（美ら海直行） - 名護出張所
- 120番・名護西空港線 - 豊見城営業所・名護出張所（琉球バス交通との共同運行）
- 127番・屋慶名（高速）線 - 屋慶名出張所
- 200番・糸満おもろまち線 - 豊見城営業所
- 227番・屋慶名おもろまち線 - 屋慶名出張所
- 228番・読谷おもろまち線 - 豊見城営業所・読谷出張所（琉球バス交通との共同運行）
- 235番・志多伯おもろまち線 - 豊見城営業所
- 309番・大里〜結の街線 - 豊見城営業所・南城出張所
- 334番・国立劇場おきなわ線 - 豊見城営業所
- 335番・志多伯パルコシティ線 - 豊見城営業所
- 339番・南城〜結の街線 - 豊見城営業所・南城出張所
- 385番・サンエーパルコシティ線 - 豊見城営業所
- 777番・急行（屋慶名）線 - 屋慶名出張所
- 那覇空港リムジンバス - 観光部（豊見城営業所）・屋慶名出張所・読谷出張所・名護出張所
  - Aエリア、Bエリア、Cエリア、Dエリア、Eエリアの運行を行っている。
- 読谷村コミュニティバス「鳳バス」（読谷村からの受託運行） - 読谷出張所
  - 北ルート
  - 南ルート
  - 西ルート
  - 休日南北ルート
- 南城市コミュニティバス「Nバス」（南城市からの受託運行） - 南城出張所
  - A1・佐敷・知念・百名線
  - A2・百名・知念・佐敷線
  - B1・佐敷・ニライカナイ橋・つきしろ線
  - B2・つきしろ・ニライカナイ橋・佐敷線
  - B3・つきしろ線
  - C1・玉城・大里線
  - C2・大里・玉城線
  - D1・玉城東回り線
  - D2・玉城東回り線（向陽高校経由）
  - F・玉城西回り線
  - G・向陽高校線（大里経由）

## 廃止路線、及び所轄営業所
- 7番・おもろまち線 - 那覇営業所
- 7番・首里城下町（久茂地）線 - 那覇営業所
- 8番・首里城下町線 - 那覇営業所
- 19番・首里駅おもろまち線 - 屋慶名出張所・那覇営業所
- 22番・久志線 - 那覇営業所・久志出張所
- 22番・安慶名線 - 那覇営業所・安慶名駐車場
- 32番・糸満（小禄）線 （琉球バスとの共同運行） - 那覇営業所・糸満出張所
- 39番・百名線 - 那覇営業所・親慶原出張所
- 41番・つきしろの街線 - 那覇営業所・南城出張所
- 49番・南風原線 - 那覇営業所
- 69番・奥線 （琉球バスとの共同運行） - 名護営業所・辺土名バスターミナル
- 71番・運天線 （琉球バスとの共同運行） - 名護営業所
- 72番・屋我地線（琉球バス交通との共同運行、現在琉球バス交通のみ） - 名護営業所
- 73番・川田線（琉球バス交通との共同運行） - 名護出張所
- 74番・名護〜平良線 - 名護営業所
- 74番・名護東部（平良）線 （琉球バスとの共同運行） - 名護営業所
- 76番・伊豆味線 - 名護営業所
- 77番・辺野古〜名護線 - 名護営業所・久志出張所
- 78番・辺野古〜平良線 - 久志出張所
- 78番・名護東部線（琉球バス交通との共同運行、現在琉球バス交通のみ） - 名護営業所
- 79番・天仁屋線 - 久志出張所
- 80番・嘉陽線 - 久志出張所
- 80番・屋慶名（大田）線 - 那覇営業所・屋慶名出張所
- 81番・源河線 - 名護出張所
- 93番・海洋博記念公園行き急行バス （琉球バスとの共同運行） - 那覇営業所
- 100番・白川線 - 那覇営業所・糸満出張所
- 100番・津嘉山線 - 那覇営業所
- 109番・大里（真境名）線 - 那覇営業所・親慶原出張所
- 110番・深夜バス （琉球バス、那覇交通、東陽バスとの共同運行） - 那覇営業所
- 113番・南風原線 - 那覇営業所
- 120番・空港リゾート西線 （琉球バスとの共同運行） - 名護営業所
- 180番・屋慶名（首里駅・国場）線 - 那覇営業所・屋慶名営業所
- 234番・東風平おもろまち線 - 糸満出張所
- 280番・屋慶名（首里駅・国場）線 - 屋慶名出張所・那覇営業所
- 287番・てだこおもろまち線 - 那覇営業所
- 那覇空港リムジンバス（東陽バスとの共同運行） - 那覇営業所
  - 芭蕉号、カトレア号、月桃号、花号、ゆうな号の担当を行っていた。
- 読谷村コミュニティバス「鳳バス」（読谷村からの受託運行） - 読谷出張所
  - 東西・南ルート（正）
  - 東西・南ルート（逆）
  - 南ルート[22]
  - 東西ルート
  - 海岸ルート
- 南城市コミュニティバス「Nバス」（南城市からの受託運行） - 南城出張所
  - A1・知念・佐敷一周線（右回り）
  - A2・知念・佐敷一周線（左回り）
  - A3・知念・佐敷一周線（つきしろ始発）
  - B1・ニライカナイ橋・つきしろ線（右回り）
  - B2・ニライカナイ橋・つきしろ線（左回り）
  - C1・玉城・大里一周線（右回り）
  - C2・玉城・大里一周線（左回り）
  - E・知念南回り線
  - F2・玉城西回り線（玉城幼稚園経由）
  - H・知念高校線（大里経由）

## バスターミナル・営業所など

### バスターミナル・営業所・駐車場・修理工場
- 定期観光バスのりば（沖縄県那覇市泉崎1-10-16）
- 糸満バスターミナル（沖縄県糸満市字糸満2274-2）琉球バス交通と共同使用。
- おもろまち駅前広場（沖縄県那覇市おもろまち4丁目）琉球バス交通、那覇バスと共同使用。
- 南城市役所バスターミナル/南城出張所（沖縄県南城市佐敷字新里1870・南城市役所内）バスターミナルは琉球バス交通、東陽バスと共同使用。
- 名護バスターミナル/名護出張所/名護修理工場（沖縄県名護市宮里444-2）バスターミナルは琉球バス交通、那覇バス、東陽バスと共同使用。
- 那覇バスターミナル・観光部・リムジンバス案内センター（那覇市泉崎1-20-1）
- 辺土名バスターミナル（沖縄県国頭村辺土名273）琉球バス交通と共同使用。
- 屋慶名バスターミナル/屋慶名出張所（沖縄県うるま市与那城屋慶名467-25）
- 読谷バスターミナル/読谷出張所（沖縄県読谷村字瀬名波621-3）琉球バス交通と共同使用。
- 真志喜駐車場（沖縄県宜野湾市真志喜）
- 新原駐車場（沖縄県南城市玉城字百名）※直営路線の発着なし
- リムジンバス空港案内センター（那覇空港国内線ターミナル内）
- 豊見城営業所（豊見城市豊崎3-30）

### 定期券・回数券販売所
- 名護・屋慶名・読谷・南城市役所の各バスターミナル内に設置。
- 那覇バスターミナル販売所（沖縄県那覇市泉崎1-20-1）空港リムジンバス案内センターに併設。
- 愛知販売店（沖縄県宜野湾市愛知406）
- 宜次販売所（沖縄県八重瀬町東風平宜次664-1）宜次簡易郵便局に委託。
- 金武販売所（沖縄県金武町字金武69-1）総合スポーツショップきんすぽに委託。

### 閉鎖されたバスターミナル・駐車場、及び設置営業所
- 安慶名駐車場（沖縄県具志川市）1995年5月開設、2000年1月7日閉鎖。[23]
- 安里本社（沖縄県那覇市安里）1987年7月25日閉鎖。
- 石川駐車場（沖縄県石川市）2003年x月x日閉鎖。
- 石川バスターミナル
  - 初代（沖縄県石川市石川）1956年6月30日開設、1973年1月24日閉鎖。琉球バス、那覇交通と共同使用。
  - 2代目（沖縄県石川市赤崎）1973年1月25日開設、1997年7月20日閉鎖。琉球バス、那覇交通と共同使用（琉球バスは閉鎖前に撤退）。
- 泉崎観光営業所（沖縄県那覇市泉崎）1991年1月17日閉鎖。
- 開南出張所（沖縄県那覇市）
- 久志バスターミナル/久志出張所（沖縄県名護市）1995年5月29日閉鎖。
- 経塚駐車場（沖縄県浦添市経塚）2007年12月20日開設、2010年4月4日閉鎖。
- 百名駐車場（沖縄県玉城村）2000年代後半閉鎖。
- 普天間駐車場（沖縄県宜野湾市）
- 辺土名出張所（沖縄県国頭村）
- 真栄原駐車場（沖縄県宜野湾市）琉球バスと共同使用。
- 今帰仁出張所（沖縄県今帰仁村） 1950年4月開設、1965年11月閉鎖。
- 名護城駐車場（沖縄県名護市）1980年代後半から1990年前半。琉球バス、那覇交通、東陽バスと共同使用。
- 名護バスターミナル
  - 初代（沖縄県名護市字名護）1958年6月1日開設、1975年7月16日閉鎖。
  - 2代目（沖縄県名護市字名護）1975年7月17日開設、1983年9月5日閉鎖。
- 那覇出張所（沖縄県那覇市）
- 那覇バスターミナル/那覇営業所
  - 2代目（沖縄県那覇市泉崎1-20-1）2015年4月5日閉鎖。琉球バス交通、那覇バス、東陽バスと共同使用。
  - 3代目（沖縄県那覇市泉崎1-20-1）2018年10月1日開設、2022年4月18日閉鎖。
- 旭橋駅前販売所（沖縄県那覇市泉崎1-21-26）那覇バスターミナル一時閉鎖に伴い設置。
- 本部出張所
- 屋慶名営業所
  - 初代（沖縄県中頭郡与那城村字屋慶名）1957年5月30日開設、1972年12月26日閉鎖。琉球バス、那覇交通と共同使用。
  - 2代目（沖縄県中頭郡与那城町字屋慶名）1972年12月27日開設、1999年12月31日閉鎖。琉球バス、那覇交通と共同使用（那覇交通は閉鎖前に撤退）。
- 与那原出張所（沖縄県与那原町）
- 読谷バスターミナル/読谷出張所
  - 初代（沖縄県中頭郡読谷村字長浜後原）1975年9月28日開設、1990年代前半閉鎖。琉球バス、那覇交通と共同使用。
- 親慶原出張所（沖縄県南城市玉城字親慶原734-2）2019年10月1日閉鎖、南城出張所へ移転。
- 大城駐車場（沖縄県南城市大里字大城）2020年4月1日閉鎖。
- 配車センター/旭町整備工場（沖縄県那覇市旭町114-2）2022年4月18日閉鎖、豊見城営業所へ移転[18]。

## 定期観光バス・バスツアー
那覇バスターミナル付近にある沖縄バス観光部を起終点とし、沖縄本島内の観光地を巡る観光バスである。乗合バス扱いでコースが固定されている定期観光バスと、完全予約制の募集型企画旅行扱いでコースが一定期間ごとに変更される企画旅行コース（ツアーバス）が運行されている。
定期観光バスは以下の2コース、各1便が運行される。Aコースは沖縄本島南部のおきなわワールドや沖縄戦跡国定公園などを回り、Bコースは本島中・北部の海洋博公園（美ら海水族館）やナゴパイナップルパークなどを回る。空席があれば予約なしで乗車できるが、予約客が優先される。
Aコース（おきなわワールドと戦跡めぐり）※2022年12月19日より運行再開。
沖縄バス観光部→おきなわワールド（玉泉洞）→平和祈念公園→ひめゆりの塔→イーアス沖縄豊崎→沖縄バス観光部
所要時間7時間。2014年4月1日より午前出発の1便のみとなった。それ以前は「南部戦跡めぐりと玉泉洞」と称し、所要6時間で午前発と午後発が設定されていた。
Bコース（美ら海水族館と今帰仁城跡）※2022年12月19日より運行再開。
沖縄バス観光部→万座毛→海洋博公園→今帰仁城跡→ナゴパイナップルパーク→沖縄バス観光部
所要時間9時間30分。
かつては本島最北部の辺戸岬を回るコースも設定されていたが現在では取りやめている。
ツアーバスについては公式サイトを参照（定期観光バスも記載されている）。

## 車両

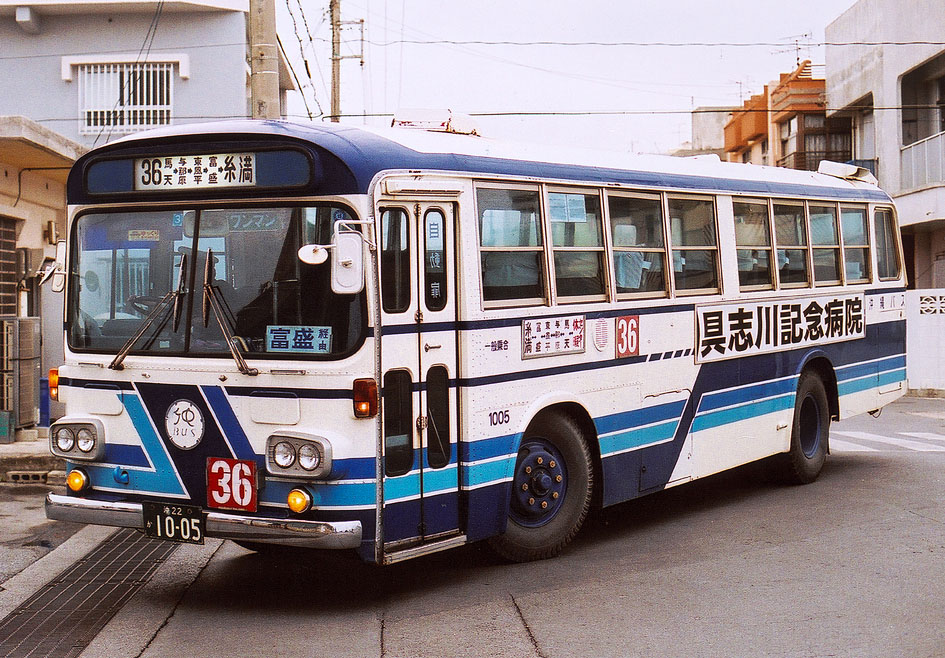
36番 糸満行 730車 三菱・MP117K

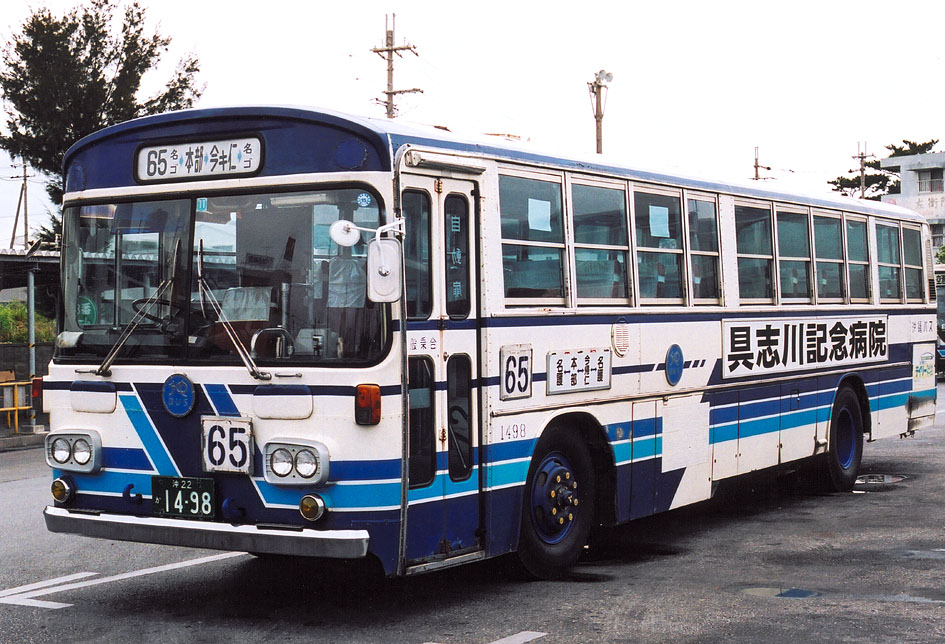
65番 名護行（渡久地線） 730車 三菱・MP117M

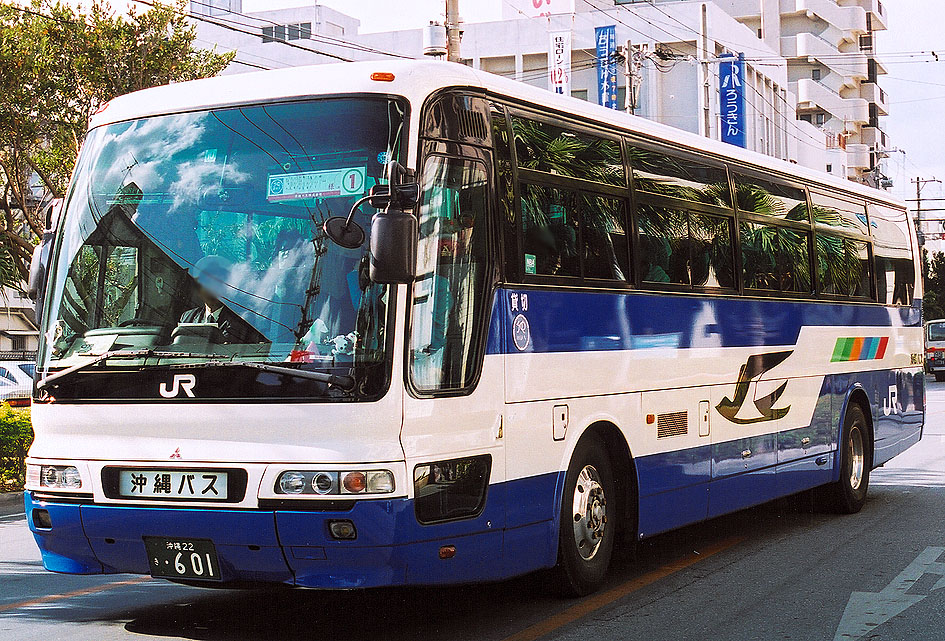
過去にあったJRバスカラー。側面のツバメのイラストや前部・後部のJRマークが特徴。三菱・ KC-MS829P

傘下に沖縄ふそう自動車を持つことから、車両は全て三菱ふそう製（製造時期により三菱自動車工業もしくは三菱ふそうトラック・バス）に統一されている。これは自社発注車だけでなく、譲受車においても適用されている。なお、以前は本島の乗合バス会社の中で三菱ふそう製のバスを導入していたのは沖縄バスのみだったが、2000年代に入り琉球バス交通と那覇バスも導入、2024年にグループ子会社になった東陽バスも導入したため、4社全てが三菱ふそう車を保有している。沖縄バス設立当初はGMCトラックのバスといすゞボンネットバスを保有していたほか、沖縄ふそう自動車が三菱ふそうの販売代理店となる前の1960年代にはいすゞ車を導入していた。
読谷村コミュニティバス「鳳バス」専用車3台と、南城市コミュニティバス「Nバス」専用車8台は日野自動車製の車両であり、うち鳳バスの3台とNバスの7台がポンチョ、Nバスの1台がレインボーである。

### 一般路線車
一般路線車として大型車のエアロスターおよび中型車のエアロミディを保有する。1990年代までの自社発注車両は出入口が前扉のみの仕様であるが、譲受車には前中扉や前後扉配置の車両もある。中(後)扉部分はステップを板などで埋める、あるいは中(後)扉を撤去して側面窓を設置した上で座席を増設して使用している。塗装は白地に青色濃淡のストライプで、1984年以来、譲受車はこのデザインとなっている。
2004年からは沖縄本島初の新車ワンステップバスを投入したが、車椅子の乗車に対応するため前中扉仕様での導入となっている。これ以降毎年ワンステップバスを導入しているほか、2013年からは県の一括交付金による大型・中型ノンステップバスも導入されるようになった。ちなみに、中型ノンステップバスの導入は、沖縄本島初である。同社が新車で投入したワンステップバス・ノンステップバスは従来車と異なり、エアロスターのサンプル車のデザインをそのまま流用している。車椅子対応車両は車椅子での乗降のため中扉も機能するが、（以前存在した中乗り前降り方式の一部路線を除き）車椅子を使用しない乗客は前方の出入口より、ベビーカーは折りたたんで乗降する。譲受車にも車椅子対応車両もあるが、ノンステップバス以外の車両については中(後)扉を塞いだ上で座席を増設する改造が施されている為、車椅子対応車両ではなくなっている。それらは従来通りの塗装である。
1978年7月30日の交通方法変更に伴い導入された、いわゆる「730車」については、1台（沖22か1064、MP117K）が2004年に車体更新を受けて動態保存（日曜日の午前中のみ運用）されている以外は、本島の路線バス事業者では最も早く置き換えを完了した。譲受車を導入することで経年車の置き換えを促進しているものの、保存車を別にすれば最も古い車両は1986年式で、平均車齢は16年を超えている。
動態保存されている730車は2016年に板金補修に合わせて就役当初の青色濃淡に赤帯の塗装に戻された。2020年9月現在は39番南城線で日曜午前に運行されているほか、大型連休や7月30日など、不定期に特定の路線を決めず特別運行という形でも運行されており、その他の日でも事前相談が必要であるが車両整備や運転士手配などに支障がない限り貸切運行に応じている。

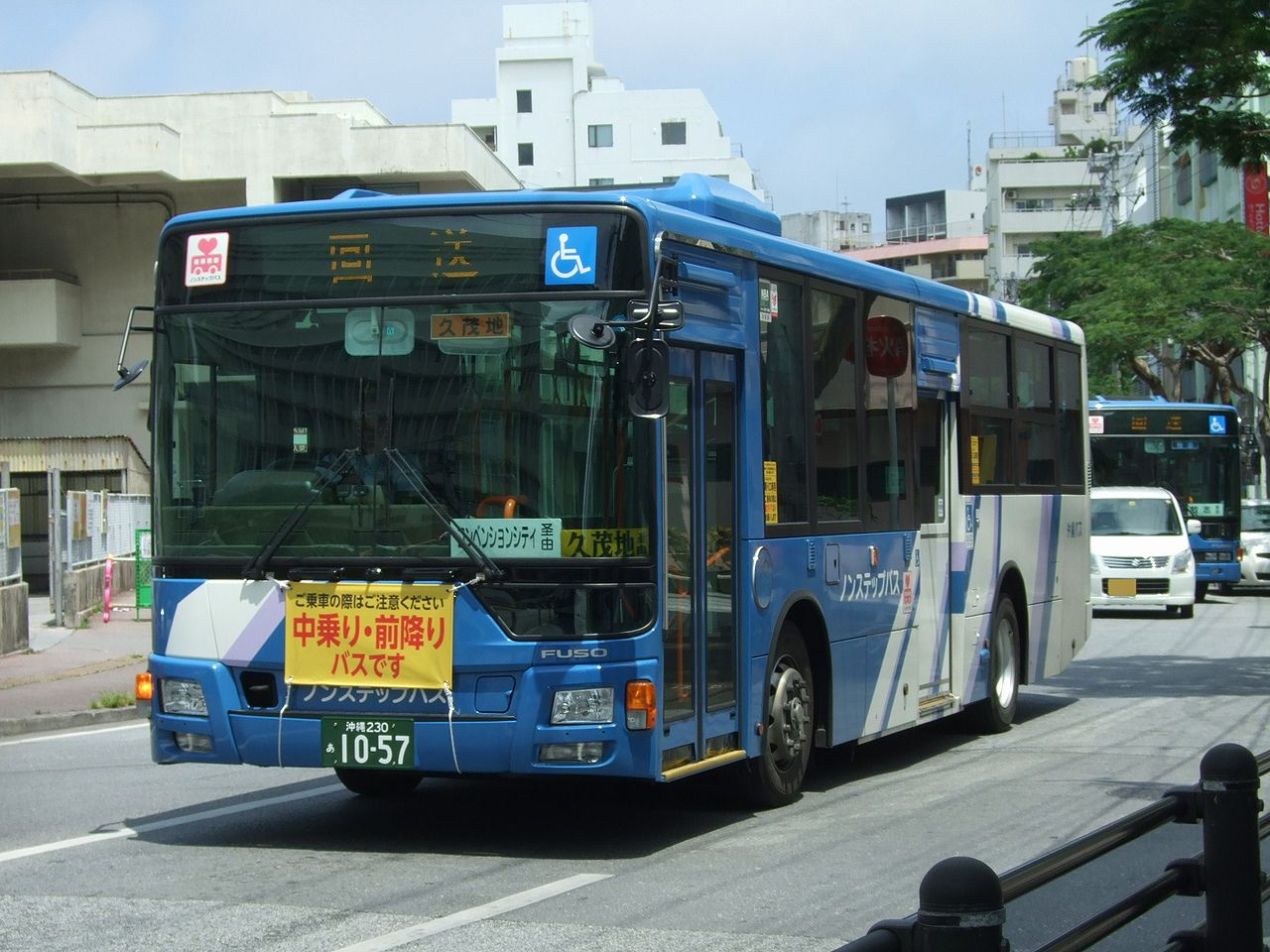
2014年以降大量に導入されたMP38後期型（ノンステップバス） 写真の車両は32・43番系統に中乗り前降りで使用されていた
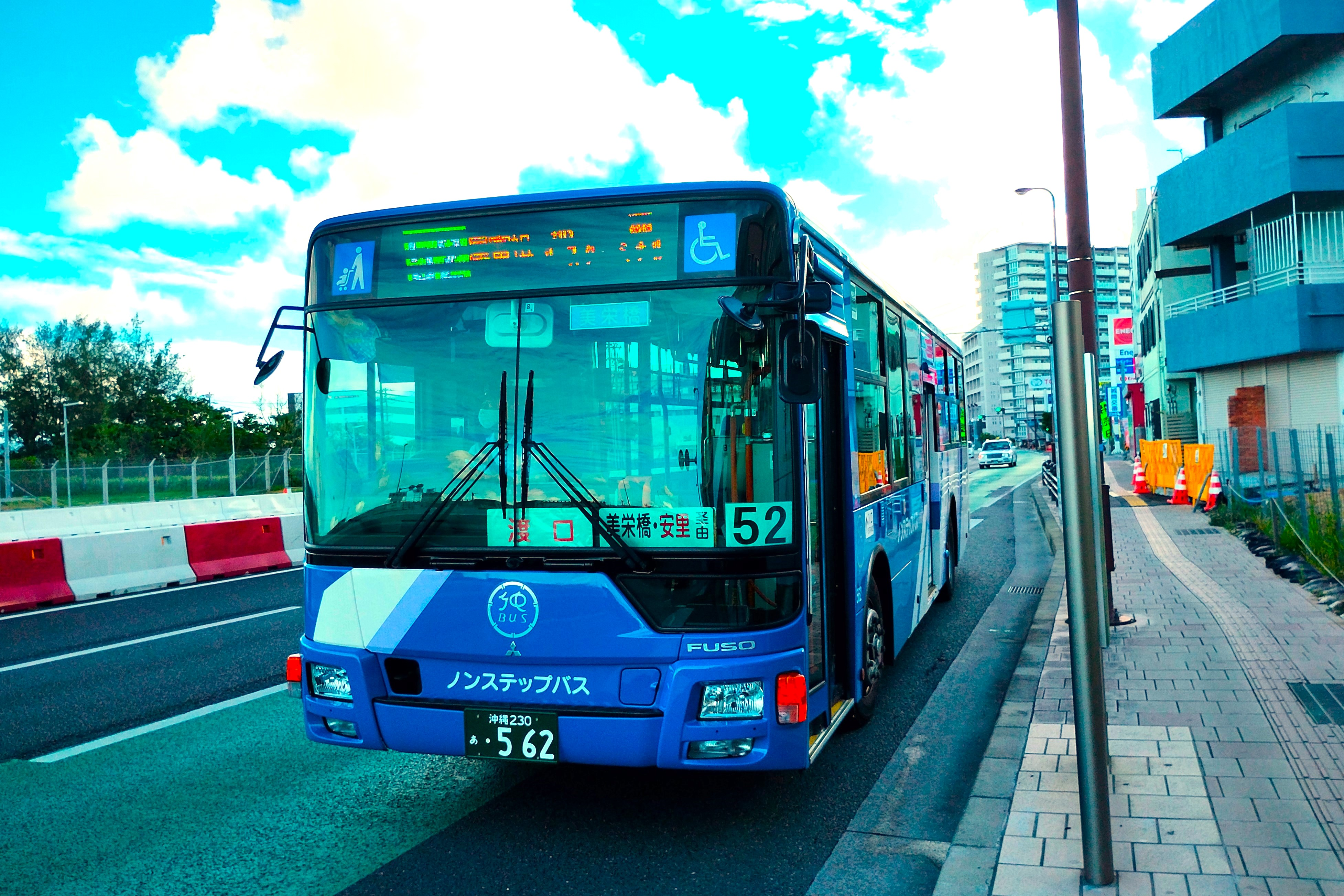
2021年導入の長尺車（WB5.55m） 730実施からこのグループ以前までの自社発注一般路線車は全て短尺であった
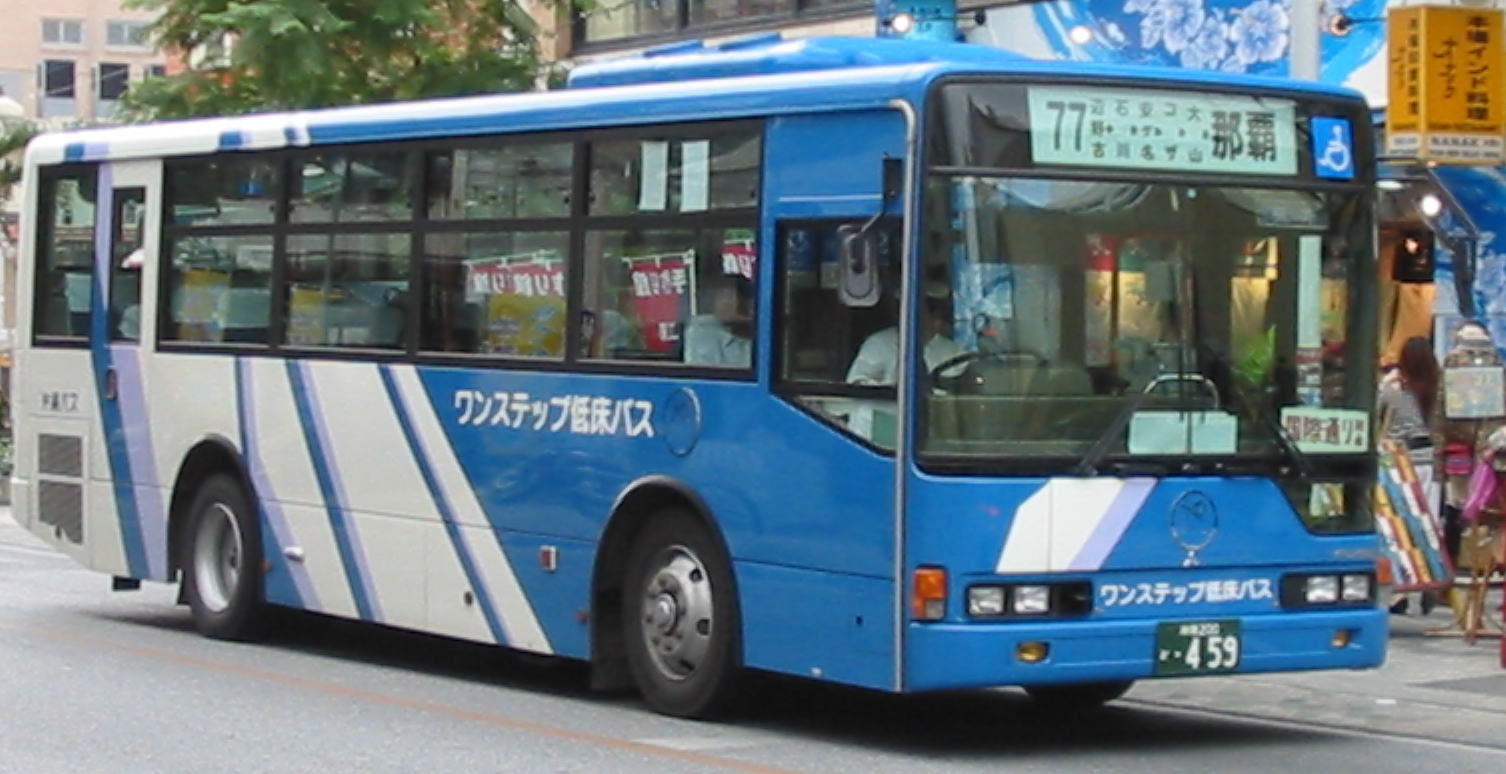
2000年代導入のワンステップバス 2000年代半ば以降に導入された車両は系統番号板受けが省略されている
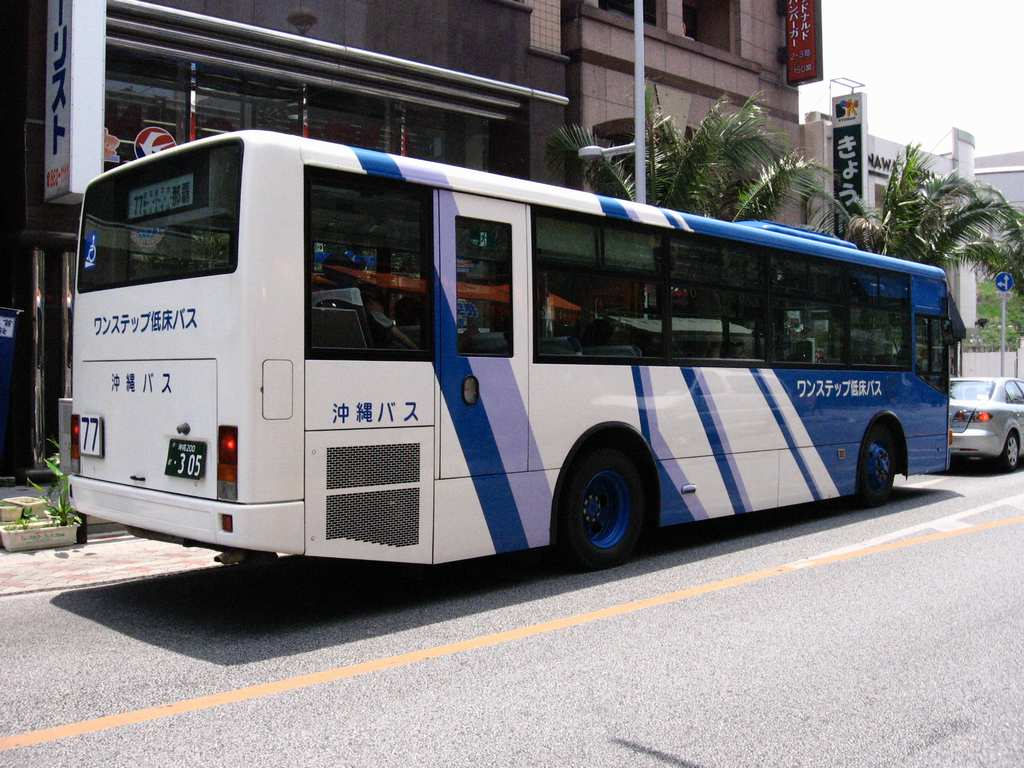
2000年代導入のワンステップバス（後部から） カラーリングはメーカーのカタログ塗装

過去の車両

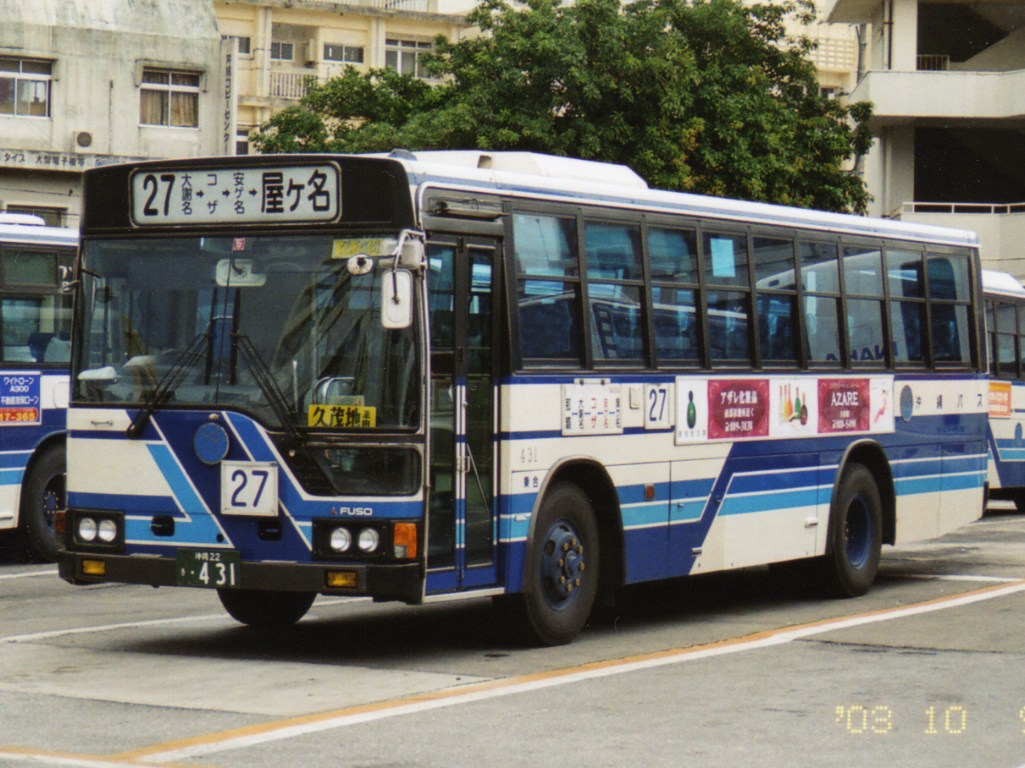
自社発注の一般路線車。正面方向幕の経由地・行き先が略称表記されている
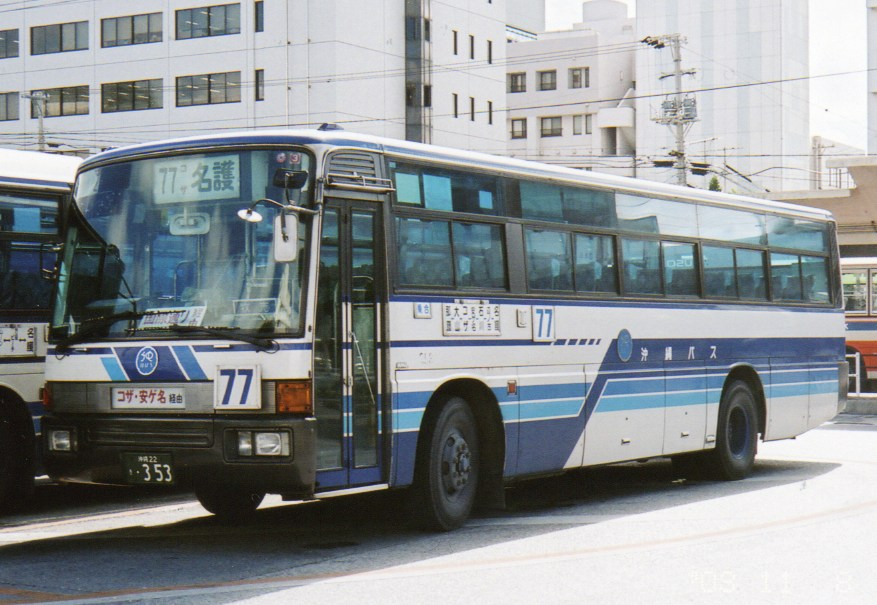
自社発注車（長距離・貸切兼用車） 通常、社名を挿入する部分にも経由地の方向幕を設置
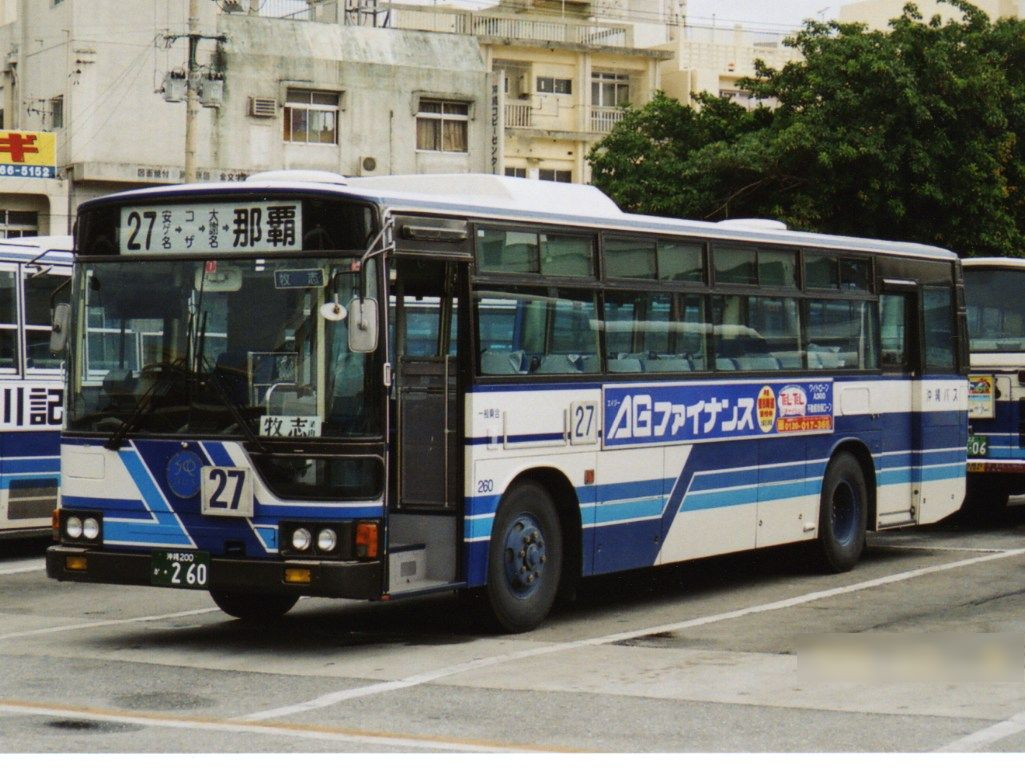
京阪バスからの譲受車
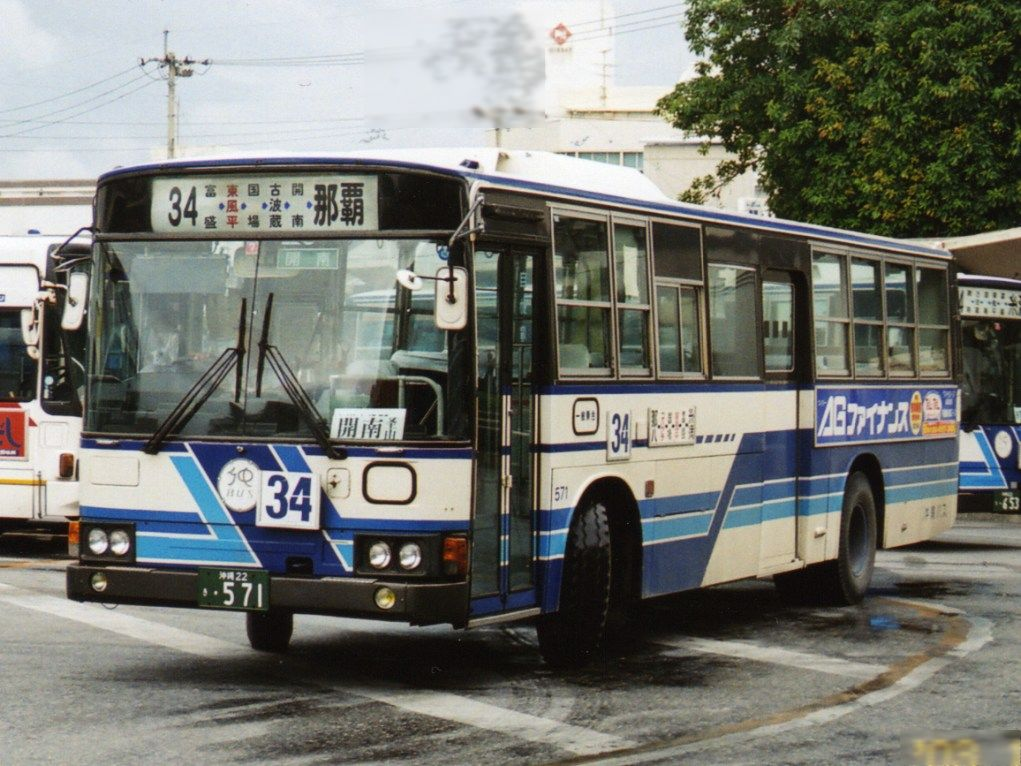
神奈川中央交通からの譲受車
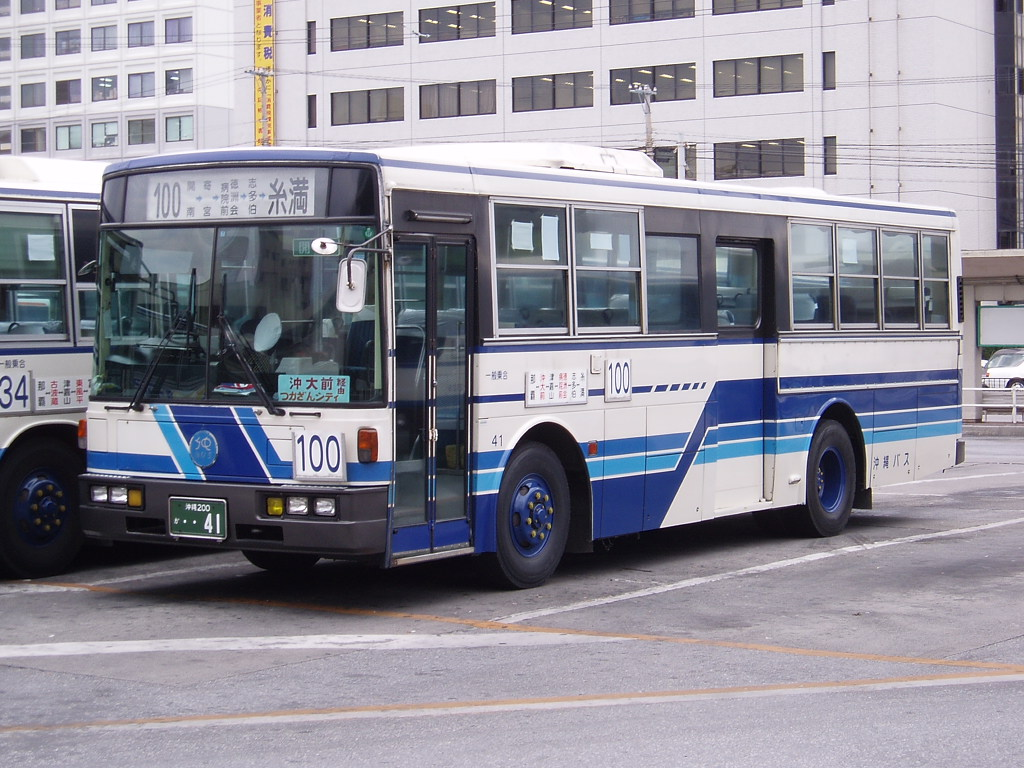
富士重工車体の車両も存在した（この車両は元自家用）
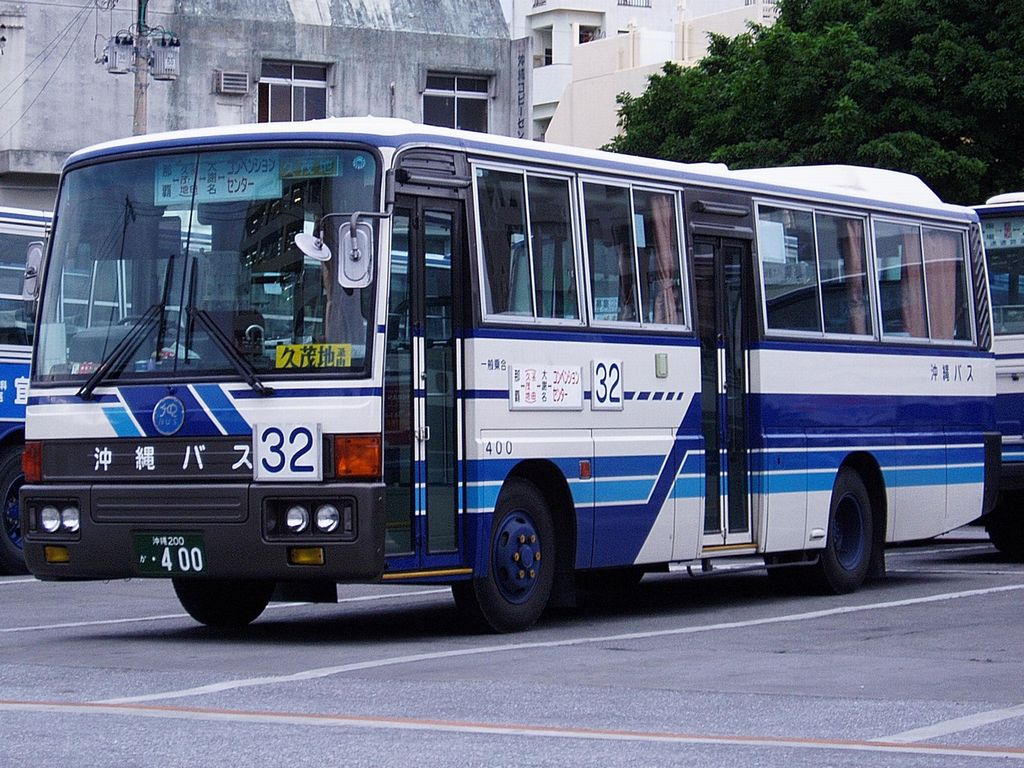
1990年代からは中型車も積極的に導入した。西武総合企画からの移籍
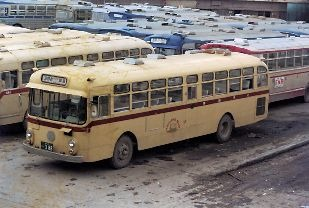
交通方法変更前の路線車輌

#### 行先表示
沖縄バスではバスの正面は方向幕、側面は大型の行先表示板を併用していたが、これらに表示する行先・経由地のうち、字画数の多い一部の漢字をカタカナで略称表記しているものがある。例として「安ゲ名（安慶名）」「名ゴ（名護）」「那ハ（那覇）」「親ケ原（親慶原）」「辺ノ古（辺野古）」「屋ケ名（屋慶名）」「今キ仁（今帰仁）」などが挙げられ、あるいは「カデナ（嘉手納）」「コハグラ（古波蔵）」などのように、カタカナだけで表記されている行先・経由地もあるが、これらの表記は行先表示のLED化や車両の経年に伴う置き換えが進んだため、現在ではわずかしか見られなくなっている。また、沖縄本島のバスでは前面窓左側下部に経由地を示した表示板が置かれることがあるが、沖縄バスの場合はこの表示板の表示が「〇〇圣由」（「経由」の「経」の字の糸偏を省略した表記）になっている。
新車ノンステップバス導入以降、カラー対応LED式行先表示器の導入が急速に進み、主要経由地1か所に目的地とシンプルな表記に改められている。また、前面デジタル表示下部に小さ目ではあるがローマ字表記も併記されている。

#### 車内案内放送
かつては8トラテープ方式からレゾナント・システムズ製の音声合成装置を使用していたが、現在は指月電機製作所製の音声合成装置・運賃表示器を使用している（リモコンも取り換え）。なお、運賃箱メーカーの小田原機器とセットで導入したため、各機器に小田原機器のシールが貼られている。
沖縄バスで初めて音声合成装置を採用したのは、2004年に36番・糸満〜新里線用に導入したワンステップバス（現在は77番で使用）である。これが、沖縄本島初の音声合成装置の導入となった。
それ以降、一部の車両でも音声合成装置を搭載するようになるが、2008年4月25日の定期更新の際に8トラテープを更新した車両も多数あったが、音声合成装置への切り替えは順調に進み、最後まで8トラテープ方式であった87・287番、7・8番に使用される車両も経路変更のタイミングで音声合成装置に切り替えられた。
2015年のOKICA導入に合わせ、運賃箱の更新が行われ、そのタイミングに合わせ、運賃箱と連動可能な運賃表示器・音声合成装置の取り換えが行われた。系統設定は運賃箱の乗務員用液晶操作パネルで一括で設定可能となっており、従前の各装置での設定が不要となった。（ただし、LED行先表示器（沖縄バスは主にオージ製を使用）と整理券発行機は、出発毎に手動での設定が必要となる。）
音声合成導入時から、次停留所放送時のチャイム音はなく、すぐ「次は～」となっていたが、2016年4月下旬の放送内容定期更新に合わせる形で、一部車両において電子チャイム音が追加された。（8トラ時代のチャイム音に極めて近い電子音となっている）

#### 運賃箱
2009年頃に、レシップ製 NF-3を全車へ導入したが、2015年4月からのICカード「OKICA」へ対応するため、同年2月より順次小田原機器製のRX-FTS型運賃箱へ機器更新（東陽バス以外の3社は同機種を採用）。

#### 乗降方式
- 2022年4月1日現在の運行路線は市内線の18番を含めすべて区間運賃制で、乗車時に整理券を取る（ICカードの場合はリーダーにタッチする）。乗降方式は前乗り・前降り。
- 市内線のうちかつて運行していた7番、8番は沖縄バスでの運行終了時点で2区間運賃制で、乗車時に整理券を取り（ICカードの場合はリーダーにタッチする）、乗降方式は後（中）乗り・前降りだった。

### 貸切車・高速車
貸切車についてはほぼ毎年新車を導入している。
大型ハイデッカー貸切車についてはエアロバスK・2代目エアロバス・エアロエースを保有する。エアロバスKは1978年の交通方法変更時に採用された青色濃淡ツートンカラーに赤帯のデザインである。2代目エアロバスとエアロエースは海をイメージした鮮やかな青色地にイルカ・マンタ・ハイビスカスのイラストを入れたデザインで、「マンタ号」と呼ばれる。旅行会社と契約してオリジナルカラーとなった貸切車もある。過去にはJRバスに似たデザインのJRグループ契約貸切車もあった（同様のデザインの車両は那覇交通（現：那覇バス）にも存在した）。
各1台保有するスーパーハイデッカー（エアロクイーンK）と中型観光バス（エアロバスMM）はマンタ号カラー。
小型貸切車は白地に青・赤のストライプのデザインである。首里駅 - イオン南風原ショッピングセンター間シャトルバス専用車として、マンタ号カラーのローザが1台ある。
那覇空港リムジンバスは貸切車と同形・同色ながら乗合用途扱いの車両が使用される。貸切色のエアロバスKのほか、マンタ号カラーで行先表示器を備えたエアロエースもある。
111番・117番高速バスには専用車が使用される。エアロバスK貸切車に高速バスの標記などを追加した車両や、他社からの移籍車に独自塗装を施した専用車があり、2019年には高速バス専用のエアロエースも導入された。

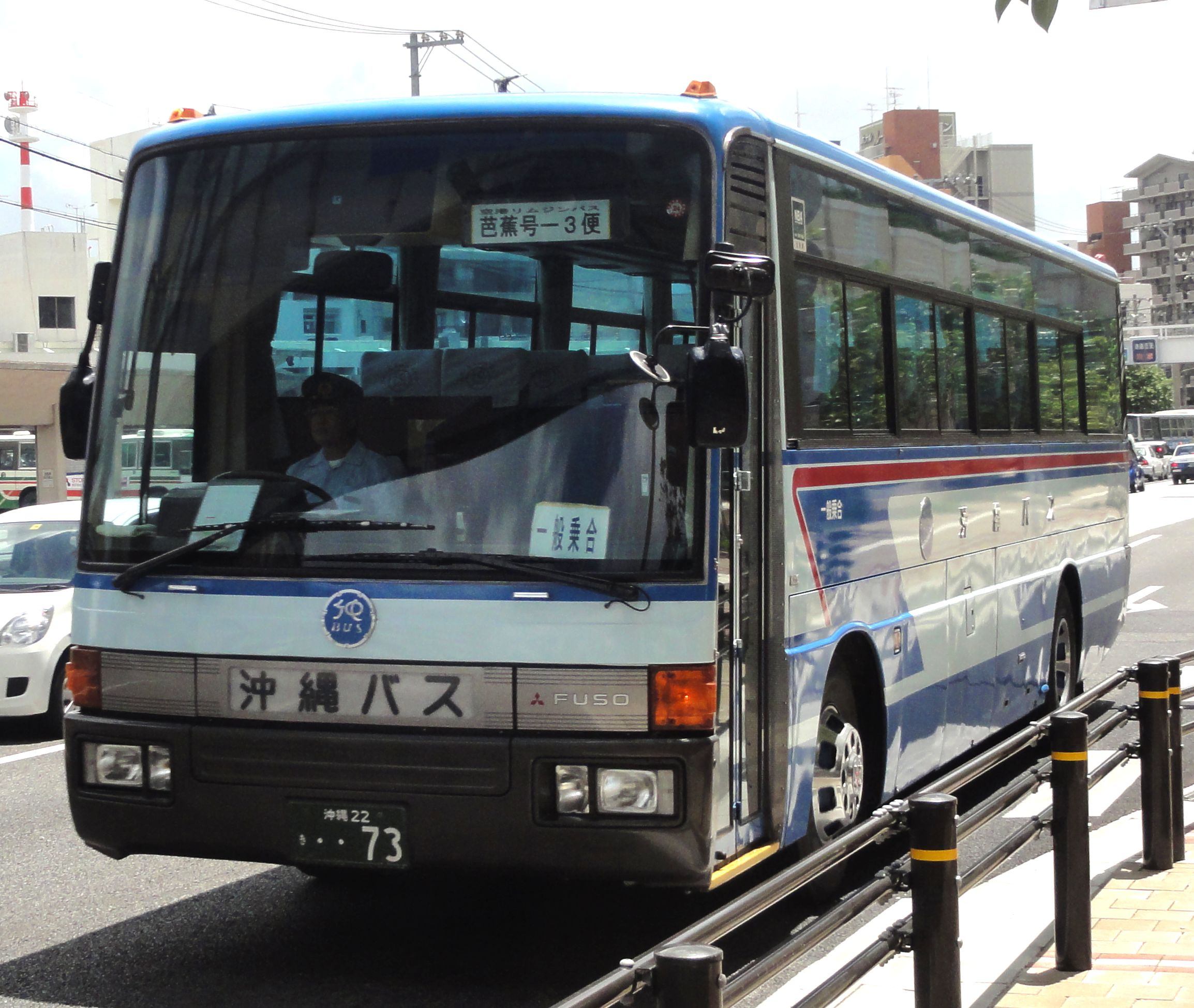
貸切車旧カラーと同じ色の那覇空港リムジンバス専用車（乗合用途）
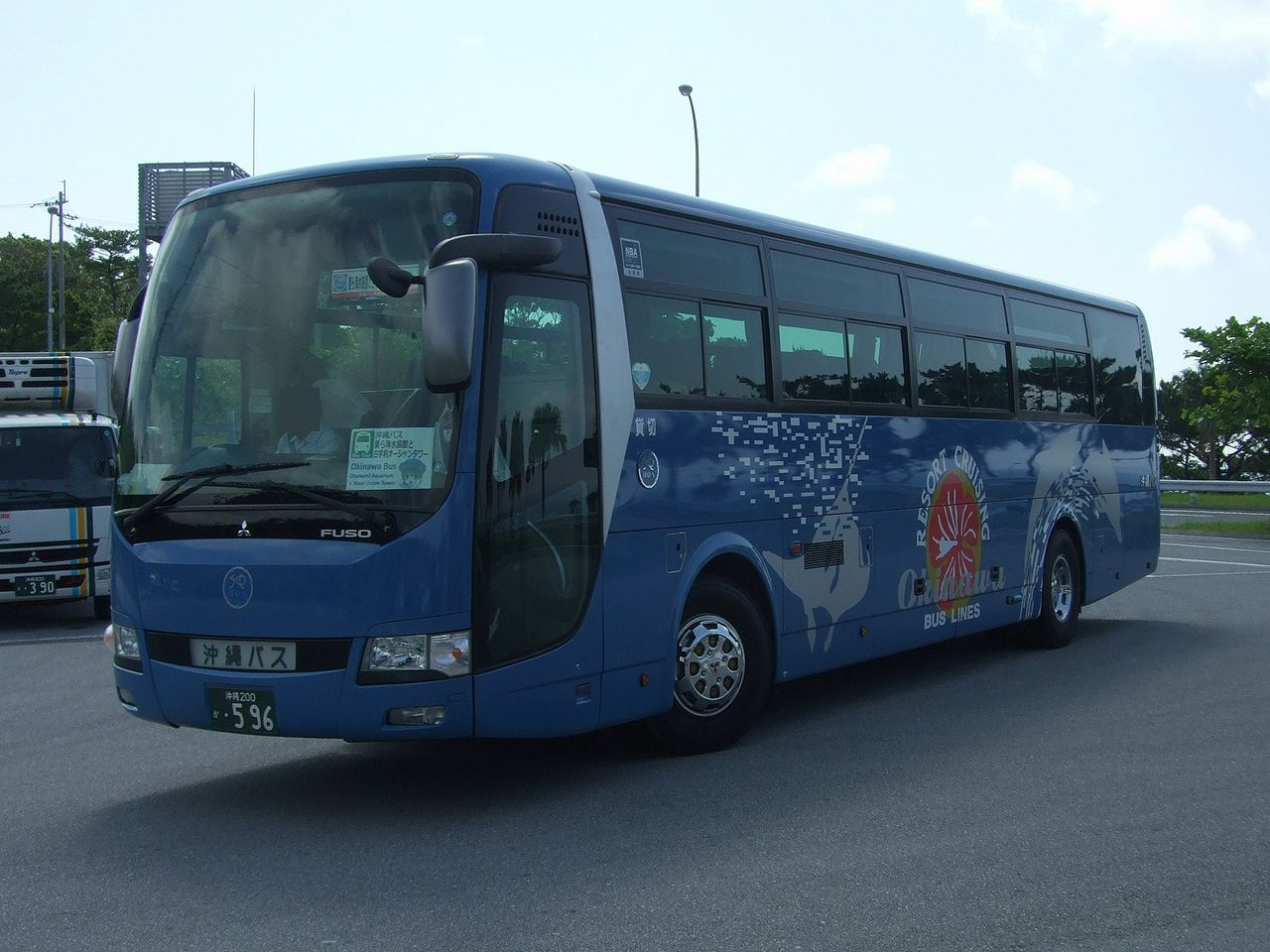
現行カラーの貸切車